# Choir!
《Choir!》是天蓬元帥創作的日本四格漫畫作品。於德間書店杂誌《月刊COMIC RYU》2006年11月號首度發表，2011年1月號連載結束。已經出版全3本單行本。該作品敘述著三位女中學生的日常生活。

## 登場角色
安倍小聖
女中學生。
正親町眉子
擁有姬髮式頭髮的女中學生。在學校是有人氣的人。與小聖是好朋友。
天草真希
漫畫部成員。御宅族。喜歡漫畫、動畫、角色扮演。

## 出版書籍
| 冊數 | 德間書店      | 德間書店           |
| 冊數 | 發售日期      | ISBN               |
| ---- | ------------- | ------------------ |
| 1    | 2008年5月20日 | ISBN 9784199500831 |
| 2    | 2009年8月20日 | ISBN 9784199501388 |
| 3    | 2011年1月13日 | ISBN 9784199502248 |